# دييغو برافو
دييغو برافو (بالإسبانية: Diego Bravo)‏ (22 نوفمبر 1996 في الولايات المتحدة - ) هو لاعب كرة قدم تشيلي في مركز الدفاع. لعب مع نادي أونيفرسيداد كاتوليكا.

## وصلات خارجية
- دييغو برافو على موقع قاعدة بيانات كرة القدم.إي يو (الإنجليزية)
- دييغو برافو على موقع Soccerway.com (الإنجليزية)